# Stenoporpia excelsaria
Stenoporpia excelsaria là một loài bướm đêm trong họ Geometridae.